# 河南省人民代表大会
河南省人民代表大会是中国河南的省级人民代表大会，设于郑州市，成立于1954年8月，到1966年文化大革命爆发前举行了三届会议。文化大革命结束后，省人大恢复工作。
河南省人大任期五年，由全省18个地、市以及驻河南解放军代表选举产生。

### 第十一届
任期：2008年1月-2013年1月
主任：卢展工
副主任：李柏拴、王菊梅、王文超、刘新民、张程锋、铁代生、储亚平
秘书长：连子恒

### 第十三届
任期：2018年1月至今
人数：935
主任：谢伏瞻、王国生（2019年1月补选）
副主任：赵素萍（2019年1月补选）、李文慧、马懿（2019年1月补选）、徐济超、王铁（2018年11月免职）、王保存、张维宁、乔新江
秘书长：丁巍